# Filippo Ascenzi
Filippo Ascenzi (Viterbo, 3 giugno 1893 – Roma, 15 novembre 1943) è stato un ingegnere, militare e politico italiano.

## Biografia
Figlio di Silverio e della contessa Felicita dei conti Mimmi di Montefiascone, nasce a Viterbo nel periodo più prospero per la fabbrica di fiammiferi in legno e cera avviata da suo nonno, che per darsi a tale attività era emigrato dal comune di origine della famiglia nel 1861. Frequenta le scuole primarie e si diploma in ragioneria trascorrendo al contempo adolescenza e giovinezza accanto al padre, che ha nel frattempo ereditato la conduzione della fabbrica., che viene chiusa nel 1913 a seguito dell'allargamento del monopolio statale a questo settore. Due anni dopo, entrata l'Italia nella prima guerra mondiale viene ammesso come ufficiale di complemento all'accademia militare di Torino, dalla quale parte per il fronte col grado di tenente in forza al tredicesimo reggimento di artiglieria. Al fronte viene ferito alla sezione frontale destra della scatola cranica in modo tale da essere considerato spacciato. Ripresosi a seguito di un delicato intervento chirurgico viene congedato col grado di capitano e una medaglia d'argento al valor militare. Tornato a Viterbo nel 1919 viene dichiarato grande invalido di guerra ma può riprendere gli studi universitari interrotti per la chiamata alle armi.
Conseguita la laurea in ingegneria (18 maggio 1920), inizia ad interessarsi alla vita politica della sua città e pone le prime basi della sua futura attività di agricoltore, attività ereditata dal padre che, a sua volta, aveva fatto fruttare discretamente una prima attività del settore avviata dal nonno. Liberale di idee capitaliste si avvicina ai Fasci italiani di combattimento, dei quali condivide le azioni squadriste contro gli scioperi, le mobilitazioni contadine, i tumulti annonari, le manifestazioni operaie e le occupazioni di terreni e fabbriche del cosiddetto biennio rosso, e nel 1921, anche per l'amicizia personale con Giuseppe Bottai, aderisce al Partito Nazionale Fascista appena costituito. il 17 giugno 1923 viene eletto consigliere comunale e il 17 maggio 1924 è nominato assessore ai lavori pubblici. Inserito più o meno nello stesso periodo nell'ordine professionale degli ingegneri e degli architetti dà il via ad un piano di riassetto urbanistico che, tra le altre cose, realizza l'interramento del fosso dell'Urcionio (che allora attraversava l'intera cinta urbana da est a ovest, e inizia l'apertura di un nuovo tratto viario (l'attuale via Marconi). Con le prerogative derivanti dalla carica inizia anche a formare la sua futura proprietà terriera attraverso un'operazione di trasformazione fondiaria dei terreni interessati.

Ascenzi nel 1939

Nel 1926, introdotto l'ordinamento podestarile dei comuni, Viterbo diventa provincia a sé stante e l'Ascenzi viene nominato commissario straordinario provinciale con poteri speciali, tra i quali figura  quella di commissario prefettizio dell'Università agraria di Tarquinia; l'anno successivo viene nominato segretario federale con la direzione amministrativa dell'intera provincia. Il 26 novembre 1931 è nominato podestà di Viterbo, carica che mantiene per i successivi cinque anni e che gli consente di portare avanti il piano di risanamento urbanistico avviato nel 1924 che comprende il nuovo palazzo delle poste e i nuovi ambulatori medici di Viterbo e Montefiascone.
Il 27 settembre 1934 rimette il mandato podestarile per l'inserimento nel listone dei candidati per la Camera dei deputati, dove entra con l'inizio della XXVIII legislatura e rimane fino alla morte.  Dai banchi del parlamento si impegna per la "sua" provincia promuovendo in particolare un completo riassetto viario del circondario con l'ampliamento delle strade Viterbo-Blera, Viterbo-Tarquinia e Viterbo-Siena. Tale impegno è interrotto nel biennio 1935-1936 dalla sua partecipazione, nonostante l'invalidità, alla guerra d'Etiopia, alla quale prende parte col grado di maggiore in un imprecisato battaglione di Artiglieria. Presta inoltre servizio nelle operazioni di annessione che portano all'istituzione del Governatorato di Galla e Sidama. Congedato col grado di tenente colonnello parte nuovamente volontario per la guerra d'Albania e si ritira definitivamente dalla vita militare nel 1940, dopo una breve partecipazione alle operazioni della seconda guerra mondiale.
Nel 1960, per iniziativa di un consigliere comunale antifascista ed ex partigiano, gli è stata dedicata una via di Viterbo.